# Li Ting (saltadora)
Li Ting (China, 1 de abril de 1987) es una clavadista o saltadora de trampolín china especializada en plataforma de 10 metros, donde consiguió ser campeona mundial en 2003 en los saltos sincronizados.

## Carrera deportiva
En el Campeonato Mundial de Natación de 2003 celebrado en Barcelona (España) ganó la medalla de oro en los saltos sincronizados desde la plataforma de 10 metros, con una puntuación de 344 puntos, por delante de las australianas y las rusas; al año siguiente en los Juegos Olímpicos de Atenas 2004 volvió a ganar el oro en la misma prueba, y un año después, en el Campeonato Mundial de Natación de 2005 celebrado en Montreal ganó el oro en los saltos sincronizados pero esta vez desde el trampolín de 3 metros.